# Rendezvous mit dem Tod (Film)
Rendezvous mit dem Tod (Originaltitel: Golden Rendezvous) ist ein auf dem gleichnamigen Roman von Alistair MacLean basierender Thriller aus dem Jahr 1977.

## Handlung
Ein Kreuzfahrtschiff (im Roman ein umgebautes ehemaliges Handelsschiff) SS Caribbean Star (im Roman SS Campari genannt) kreuzt mit seinen Passagieren in der Karibik. Doch schon vor dem Auslaufen häufen sich merkwürdige Ereignisse. Zunächst konnte aufgrund von Sabotage erst verspätet in See gestochen werden, danach verschwindet ein Mitglied der Besatzung spurlos.
Schließlich wird das Schiff gekapert und zusammen mit einigen zuvor als Passagiere getarnten Kriminellen das Schiff übernommen. Die Besatzung wird gefangen genommen, darunter auch der Erste Offizier Johnny Carter, der sich als verletzt ausgibt. Es stellt sich heraus, dass es ihnen nicht um die SS Caribbean Star geht, ihr Ziel ist vielmehr ein mit Gold beladener US-Frachter. Zudem ist es ihnen gelungen, eine gestohlene Atombombe an Bord zu schmuggeln, mit der sie eine Erpressung im großen Stil planen.
Johnny Carter gelingt es, sich zu befreien und die Pläne der Kriminellen zu vereiteln, wobei er das Leben von Besatzung und Passagieren rettet.

## Kritik
„Unsicher und oberflächlich inszeniert, erreicht der brutale Film kaum die Spannung der Romanvorlage.“